# Kathryn McCormick
Kathryn McCormick (Augusta, 7 luglio 1990) è un'attrice, ballerina e modella statunitense.

## Biografia
È nota per aver partecipato al famoso reality americano della Fox So You Think You Can Dance e anche per i suoi ruoli cinematografici come il ruolo di protagonista nel film Step Up 4 Revolution, uscito nel 2012. È anche una modella ed è molto attiva nel campo televisivo come giudice ed ospite. Balla assieme al ballerino Will B. Wingfield nel video della canzone Dead Inside dei Muse.

## Filmografia

### Cinema
- Fame - Saranno famosi, regia di Kevin Tancharoen (2009)
- Above the Title cortometraggio , regia di Gene Gabriel (2011)
- Step Up Revolution, regia di Scott Speer (2012)
- Dance-off: Platinum the Dance Movie, regia di Alex di Marco (2014)

### Televisione
- How to Bake It in Hollywood – show TV, 3 episodi (2011-2013) - Opening Dancer
- Sketchy – serie TV, 2 episodi (2012-2013) - Mary
- So You Think You Can Dance – show TV, 36 episodi (2009-in corso) - Ballerina
- Chasing 8s – serie TV, 7 episodi (2012-in corso) - Stacey Logan